# В лесу родилась ёлочка
«В лесу роди́лась ёлочка» (1906—1909) — одна из самых популярных русских детских рождественских песен, ставшая в СССР новогодней. Слова написаны Раисой Адамовной Кудашевой, музыка — Леонидом Карловичем Бекманом.
По результатам проведённого в 2015 году журналом «Русский репортёр» социологического исследования, текст песни занял 29-е место в топ-100 самых популярных в России стихотворных строк, включающем, в числе прочего этого списка, русскую и мировую классику.

## В  лесу  родилась  ёлочка
В лесу родилась ёлочка,
В лесу она росла.
Зимой и летом стройная,
Зелёная была.
Метель ей пела песенку:
«Спи, ёлочка, бай-бай!»
Мороз снежком укутывал:
«Смотри, не замерзай!»
Трусишка зайка серенький
Под ёлочкой скакал.
Порою волк, сердитый волк,
Рысцою пробегал.
Чу! Снег по лесу частому
Под полозом скрипит.
Лошадка мохноногая
Торопится, бежит.
Везёт лошадка дровеньки,
А в дровнях мужичок.
Срубил он нашу ёлочку
Под самый корешок.
Теперь она нарядная,
На праздник к нам пришла
И много, много радости
Детишкам принесла.
Встречаются несколько вариаций последнего куплета, начинающиеся с «теперь ты здесь, нарядная…», «и вот она, нарядная…», «теперь она, нарядная…». Вместо мужичка иногда фигурирует старичок, а вместо ныне не употребляемого слова «чу» — слово «чуть». Также часто на утренниках не используются 4 и 5 куплеты.

## История и авторство
Изначально Раиса Кудашева опубликовала стихотворение «Ёлка» в детском журнале «Малютка» в 1903 году. А через 2 года Л. К. Бекман сочинил для него мелодию ко дню рождения своей старшей дочери. Он не имел музыкального образования, играл на фортепиано по слуху, но легко импровизировал и превосходно пел. Именно поэтому мелодию песенки переложила на ноты его жена, пианистка Елена Бекман-Щербина, окончившая Московскую консерваторию с золотой медалью. Во время Первой мировой войны и революции, в том числе из-за запрета Рождества и Нового года, песенка была забыта, но в 1941 году Э. Эмден составила поэтический новогодний сборник, который дал песенке вторую жизнь.
Некоторые искусствоведы[какие?] считали, что эта песня заимствована, но при этом не приводили надёжные доказательства, а лишь высказывали предположения. Шведская рождественская песня «Nu tändas tusen juleljus» («Зажигаются тысячи рождественских свечей») написана композитором и поэтессой Эмми Кёлер несколькими годами ранее русского варианта, в 1898 году.
По другой версии, мелодия является немецкой народной, известной с начала XIX века. Она была использована, например, в студенческой немецкой песне «Wir hatten gebauet ein stattliches Haus» 1819 года, где мелодия указана как «Тюрингский мотив». В подтверждение заимствования приводится умозрительный аргумент, основанный на национальности Елены Бекман — обрусевшей немки: якобы она интуитивно использовала мелодию народной немецкой песни.
На схожий мотив написан и Гимн Федеративных Штатов Микронезии.
| Гнутся ветви мохнатые Вниз к головкам детей; Блещут бусы богатые Переливом огней; Шар за шариком прячется, А звезда за звездой, Нити светлые катятся, Словно дождь золотой… Поиграть, позабавиться Собрались дети тут И тебе, ель-красавица, Свою песню поют. Всё звенит, разрастается Голосков детских хор, И, сверкая, качается Ёлки пышный убор. *** В лесу родилась ёлочка, В лесу она росла, Зимой и летом стройная, Зелёная была. Метель ей пела песенку: «Спи, ёлка, баю-бай!» Мороз снежком укутывал: «Смотри, не замерзай!» Трусишка зайка серенький Под ёлочкой скакал. Порою волк, сердитый волк, Рысцою пробегал. *** Веселей и дружней пойте, деточки! Склонит ёлка скорей свои веточки. В них орехи блестят золочёные… Кто тебе здесь не рад, ель зелёная? *** Чу! Снег по лесу частому Под полозом скрипит. Лошадка мохноногая Торопится, бежит. Везёт лошадка дровеньки, На дровнях мужичок. Срубил он нашу ёлочку Под самый корешок. И вот ты здесь, нарядная, На праздник к нам пришла. И много-много радости Детишкам принесла. *** Веселей и дружней пойте, деточки! Склонит ёлка скорей свои веточки. Выбирайте себе, Что понравится… Ах, спасибо тебе, Ель-красавица! |

Р. Кудашева, 1903 год, опубликовано в рождественском номере журнала «Малютка» за подписью «А. Э.»